# Augusta Camp 2012 in YOKOHAMA 〜OFFICE AUGUSTA 20TH ANNIVERSARY〜
『Augusta Camp 2012 in YOKOHAMA 〜OFFICE AUGUSTA 20TH ANNIVERSARY〜』は福耳の5枚目のライブDVD、また初めてのライブBlu-rayである。2013年3月27日発売。発売元はアリオラジャパン。

## 解説
- 全3か所、4公演行われた「Augusta Camp 2012」のうち横浜赤レンガパーク野外特設ステージでの2公演(2日間)のライブ映像を収録。

## 参加アーティスト
- 杏子
- 山崎まさよし
- スガシカオ
- COIL
- 元ちとせ
- スキマスイッチ
  - 大橋卓弥
  - 常田真太郎
- 秦基博
- 長澤知之
- さかいゆう

## バックバンド
- 杏子、元ちとせ、秦 基博、さかいゆう
  - Drums：あらきゆうこ
  - Keyboards：島田昌典
  - Guitar：秋山浩徳
  - Bass：ナスノミツル

- 山崎まさよし、COIL、スキマスイッチ、長澤知之>
  - Bass：中村キタロー
  - Drums：江川ゲンタ
  - Guitar：吉川理
  - Keyboards：荒井伝太

## 収録内容

### DISC-1
横浜公演2日目
- スキマスイッチ

1. 奏（かなで）
2. ユリーカ
3. 全力少年

- COIL

1. 微炭酸
2. Loveless

- 元ちとせ

1. あなたがここにいてほしい
2. 語り継ぐこと

- 秦基博

1. アイ
2. 水無月
3. 鱗

- 杏子

1. タイムリミット
2. DISTANCIA 〜この胸の約束〜 〈20 Years After Ver.〉

- 長澤知之

1. あんまり素敵じゃない世界
2. RED

- さかいゆう

1. まなざし☆デイドリーム
2. 君と僕の挽歌

- 山崎まさよし

1. アフロディーテ
2. 長男〜パンを焼く
3. One more time, One more chance

- 福耳

1. SUMMER of LOVE
2. LOVE & LIVE LETTER

### DISC-2
横浜公演1日目＋Back Stage & Documentary
- 福耳

1. 10 Years After
2. 夏はこれからだ!

- 山崎まさよし

1. セロリ
2. 晴男

- COIL

1. バス待ち

- 元ちとせ

1. 名前のない鳥

- スガ シカオ

1. 愛について

- スキマスイッチ

1. ガラナ
2. view

- さかいゆう

1. ストーリー
2. Lalalai

- 秦基博

1. 青い蝶
2. シンクロ

- 福耳

1. 星のかけらを探しに行こう Again

- Back Stage & Documentary

## 初回特典内容
- 三方背ケース＋フォトブックレット付。
- Augusta Camp 2012 in KOCHI & AMAMI 〜OFFICE AUGUSTA 20TH ANNIVERSARY〜との連動応募抽選特典、『10組20名様を「Sukimaswich in Augusta Camp 2013」バックステージへご招待』応募券封入。